# 2014 في إسبانيا
فيما يلي قوائم الأحداث التي وقعت خلال عام 2014 في إسبانيا.

## سياسة

### تعيين في المنصب
- 17 يونيو – فيليب السادس ملك إسبانيا ملك إسبانيا.
- 19 يونيو – ليتيزيا ملكة إسبانيا Queen Consort of Spain  [لغات أخرى]‏.
- 19 يونيو – ليونور أميرة إسبانيا أمراء أستورياس.

### انتهاء فترة المنصب
- 17 يونيو – فيليب السادس ملك إسبانيا أمراء أستورياس.
- 19 يونيو – الملكة صوفيا Queen Consort of Spain  [لغات أخرى]‏.
- 19 يونيو – خوان كارلوس الأول ملك إسبانيا.
- 2 سبتمبر – ألفريدو بيريث روبالكابا عضو مجلس النواب الإسباني  [لغات أخرى]‏.

## رياضة
- 1 يناير – بطولة العالم لسباق الدراجات على الطريق 2014
- 1 يناير – بطولة كأس العالم لكرة السلة 2014 الفائز منتخب الولايات المتحدة لكرة السلة.
- 1 يناير – جائزة كتالونيا الكبرى للدراجات النارية 2014
- 1 يناير – فولتا كاتالونيا 2014
- 20 ديسمبر – نهائي كأس العالم للأندية 2014

## أفلام
من الأفلام التي صدرت هذه السنة في إسبانيا:
- 1 يناير – ميسي من إخراج أليكس دي لا إغليسيا.
- 1 يناير – وجه ملاك من إخراج مايكل وينتربوتوم.

## موسيقى

### أغاني
من الأغاني التي صدرت هذه السنة في إسبانيا:
- 28 مارس – بايلاندو من غناء إنريكيه إغليسياس.

## وفيات

### يناير
- 1 يناير – جوزيب سيغور (مواليد 1923)[1]

### فبراير
- 1 فبراير – لويس أراغونيس (مواليد 1938) لاعب كرة قدم إسباني.[2]
- 25 فبراير – باكو دي لوسيا (مواليد 1947)[3]

### مارس
- 5 مارس – ليوبولدو ماريا بانيرو (مواليد 1948) شاعر إسباني.[4]
- 23 مارس – أدولفو سواريث (مواليد 1932) رئيس وزراء إسباني سابق.[5]

### أبريل
- 3 أبريل – ماكسيمو كاخال (مواليد 1935) دبلوماسي إسباني.
- 5 أبريل – ماريانو دياز (مواليد 1939) درّاج طريق إسباني.
- 25 أبريل – تيتو فيلانوفا (مواليد 1968)[6]

### يونيو
- 14 يونيو – خوسيه غوميز (مواليد 1944) درّاج طريق إسباني.

### يوليو
- 7 يوليو – فرانثيسكو جابيكا (مواليد 1937) درّاج طريق إسباني.
- 29 يوليو – ماريا أنطونيا إجليسياس (مواليد 1945) صحفية إسبانية.[7]

### سبتمبر
- 9 سبتمبر – إيميليو بوتين (مواليد 1934)[8]

### نوفمبر
- 16 نوفمبر – خوسيه فيجو (مواليد 1949) درّاج طريق إسباني.